# Santo Domingo de Guzmán
Santo Domingo de Guzmán är en mindre stad i Mexiko, tillhörande kommunen Ixtlahuaca i den västra delen av delstaten Mexiko. Staden hade 8 008 invånare vid folkräkningen 2010 och är kommunens tredje största samhälle.